# Josipdol
Josipdol (německy Josephsthal, srbsky Јосипдол, česky lze přeložit jako "Josefův důl") je vesnice a sídlo stejnojmenné opčiny v Chorvatsku v Karlovacké župě. Nachází se asi 6 km jihovýchodně od Ogulinu a asi 42 km jihozápadně od Karlovace. V roce 2011 žilo v Josipdolu 879 obyvatel, v celé opčině pak 3 773 obyvatel.
V opčině se nachází celkem 14 vesnic. Ačkoliv je největší vesnicí v opčině Oštarije, jejím střediskem je Josipdol.
- Carevo Polje – 146 obyvatel
- Cerovnik – 144 obyvatel
- Istočni Trojvrh – 22 obyvatel
- Josipdol – 879 obyvatel
- Modruš – 169 obyvatel
- Munjava – 237 obyvatel
- Munjava Modruška – 63 obyvatel
- Oštarije – 1 444 obyvatel
- Sabljaki Modruški – 50 obyvatel
- Salopeki Modruški – 69 obyvatel
- Skradnik – 402 obyvatel
- Trojvrh – 32 obyvatel
- Vajin Vrh – 22 obyvatel
- Vojnovac – 94 obyvatel

Nejdůležitějšími dopravními komunikacemi v opčině jsou silnice D23 a D42. Taktéž významnou komunikaci tvoří dálnice A1, která prochází blízko Josipdolu.